# Campichoeta griseola
Campichoeta griseola är en tvåvingeart som först beskrevs av Zetterstedt 1855. Enligt Catalogue of Life ingår Campichoeta griseola i släktet Campichoeta och familjen sumpskogsflugor, men enligt Dyntaxa är tillhörigheten istället släktet Campichoeta och familjen pölflugor. Arten är reproducerande i Sverige. Inga underarter finns listade i Catalogue of Life.